# Lars Rydner
Lars Rydner, född den 22 juni 1866 i Gustafs församling i Malmöhus län, död den 16 juli 1909 i Malmö, var en svensk tidningsman och författare.
Rydner kom från ett lantbrukarhem men valde själv att ägna sig åt akademiska studier. Han blev student vid Lunds universitet 1886 och inskrevs vid Lunds universitet, där han avlade filosofie kandidatexamen 1890. Under studietiden kom Rydner att tillhöra det så kallade Tuakotteriet och figurerar i flera av de skönlitterära skildringar som finns av denna radikala studentkrets. Han var där särskilt god vän med skalden Emil Kléen, och de båda samarbetade bland annat vid författandet av den smått anarkistiska skämtpublikationen Hej!!! (1892; faksimilupplaga 2008) där även Bengt Lidforss ingick i redaktionen. Rydner publicerade också prosabidrag i den litterära kalendern Från Lundagård och Helgonabacken.
Från 1892 kom Rydner att verka inom tidningsbranschen. Han var först medarbetare i tidningarna Lund och Eslöfs Tidning. April till november 1894 var han redaktör för den senares efterföljare Skåningen - Eslöfs tidning, i vilken han sedan fortsatte att medarbeta till december 1896. Därefter slog sig Rydner ner i Trelleborg, där han skulle verka återstoden av sitt liv, först vid Trelleborgs Allehanda 1897–1900 och från 1901 som redaktör och utgivare för Trelleborgs-Tidningen. Han blev ledamot av Publicistklubben 1900.
Rydner avled, enligt samtida press troligen av hjärnblödning, precis efter ett restaurangbesök i Malmö. Han var då 43 år gammal samt ogift och barnlös. Begravningsakten hölls i Trelleborg, men kistan fördes sedan till nedsättning på kyrkogården i hemförsamlingen Gustaf. I samband med denna transport talade redaktörskollegan Waldemar Bülow till den avlidnes minne.
Enligt en dödsruna i Folkets Tidning var Rydner en "duktig och märklig tidningsman" som gjort Trelleborgs-Tidningen till "ett både mycket och gärna läst blad". Inte minst framhölls Rydners humoristiska formuleringskonst (bland annat som kåsör under signaturen "Caj Lycke"), vilken "höjde sig till ett mer bestående värde än det som tidningslitteraturens dagsländor i allmänhet äga". Om Rydners insats på Trelleborgs Allehanda har det, i en i denna tidning senare publicerad historik, sagts att han "snabbt blev [...] känd för att skapa ordning och reda på tidningen".